# Lollus
Lollus oder Lullus ist der Name eines angeblichen germanischen Gottes der Franken, der in einer verlorenen Stelle bei Gaius Iulius Caesar erwähnt sein soll.
Der Arzt Johann Laurentius beschreibt in der chronologica Swinfurtensia den Fund eines erzernen Bildes des Gottes. Er ist als nackter, mit einem Lendenschurz bekleideter, goldgelockter Jüngling dargestellt, dem ein Kranz aus Mohnsamenköpfen um den Hals hängt und der sich mit der rechten Hand mit Daumen und Zeigefinger an die rausgestreckte Zunge fasst, während er in der linken einen Weinbecher mit Kornähren hält. Gemeinsam mit der Göttin Diana soll er in einem heiligen Hain am Mainufer verehrt worden sein, wo ihm zu gewissen Zeiten Trauben und Ähren geopfert wurden. Laut Laurentius wurde besagter Ort noch zu seinen Lebzeiten als „Das Löhle“ oder „Lölle“ bekannt. Erst der Frankenapostel Kilian soll den Kult des Lollus und der Diana abgeschafft und sein Bildnis im Main versenkt haben.
Viele Forscher wie der deutsche Germanist Karl Helm allerdings halten den Gott Lollus für eine neuzeitliche Fälschung aus der Zeit des Humanismus, da die chronologica Swinfurtensia und ein Brief aus dem 16. Jahrhundert, in dem besagte angebliche Caesarstelle zitiert wird, neben einer Reihe von Sagenfiguren aus dem Brauchtum die einzigen Erwähnungen des Gottes Lollus bleiben.

## Lollus als Figur der Folklore
In Hessen und Westfalen ist der „Lollus“ – auch „Lollekerl“, „Lollemann“ oder „Lollekater“ genannt – oder die weibliche Version – „Loila“, „Lulla“ oder „Lolla“ genannt – eine Gestalt aus dem Aberglauben, die sich von dem Geiz der Menschen ernährt, sich an dunklen Orten aufhält oder laut kreischend und mit herausgestreckter Zunge durch Zauberei Schaden anrichtet. Als solche taucht sie unter anderem im Märchen Der fette Lollus und der magere Lollus auf. Aus diesen Sagengestalten entwickelten wahrscheinlich deutsche Humanisten die Vorstellung von einem germanischen Götzen Lollus als einem Fruchtgott oder Gott des Schlafes und einer Todesgöttin „Lolla“.
Eine weitere mögliche Quelle für die Sagengestalt Lollus ist das am 16. Oktober jedes Jahres in Bad Hersfeld gefeierte Lullusfest, welches jedoch auf den Erzbischof Lullus von Mainz († 786) zurückgeht.